# Zielonki-Wieś
Zielonki-Wieś (prononcé en polonais : [ʑɛˈlɔŋki ˈvjɛɕ]) est un village polonais, situé dans la gmina de Stare Babice de la Powiat de Varsovie-ouest et dans la voïvodie de Mazovie dans le centre-est de la Pologne.
Il se situe à environ 3 kilomètres à l'ouest de Stare Babice, 5 kilomètres au nord d'Ożarów Mazowiecki et à 14 kilomètres à l'ouest de Varsovie.
Le village a une population de 573 habitants en 2010.